# Tomasz Bąkowski
Tomasz Bąkowski – polski prawnik, dr hab. nauk prawnych, profesor i kierownik Katedry Prawa Administracyjnego Wydziału Prawa i Administracji Uniwersytetu Gdańskiego.

## Życiorys
27 marca 2000 obronił pracę doktorską Decyzja o warunkach zabudowy i zagospodarowania terenu, 20 października 2008 habilitował się na podstawie pracy zatytułowanej Administracyjnoprawna sytuacja jednostki w świetle zasady pomocniczości. 28 listopada 2019 nadano mu tytuł profesora w zakresie nauk społecznych. Pracował w Gdańskiej Wyższej Szkole Administracji. 
Objął funkcję profesora nadzwyczajnego na Wydziale Administracji i Ekonomii Elbląskiej Uczelni Humanistycznej i Ekonomicznej w Elblągu oraz w Koszalińskiej Wyższej Szkole Nauk Humanistycznych. Piastuje stanowisko profesora i kierownika w Katedrze Prawa Administracyjnego na Wydziale Prawa i Administracji Uniwersytetu Gdańskiego.
W 2022 powołany na stanowisko sędziego Naczelnego Sądu Administracyjnego.
Ojciec Michała Bąkowskiego.